# 薔薇の十字架
『薔薇の十字架』（ばらのじゅうじか）は、2002年10月10日から12月12日まで毎週木曜日22:00 - 22:54に、フジテレビ系の「木曜劇場」枠で放送された日本のテレビドラマ。主演は三上博史。

## ストーリー
工藤桐吾は敏腕CMディレクターだが、仕事に行き詰まりを感じていた。子供は無く、結婚6年目の妻・澄子と、足の悪い母・サエと3人で暮らしている。ある日、親友の北村甚の紹介で、CM出演を希望している女性に会いに行った。しかし、その場に現れた女性・高畑暁は、「交際や結婚、お金は要らない。子作りにだけ協力して欲しい。」と、どうも話がかみ合わない。どうやら互いに人違いをしたようで、暁は桐吾を子作りに協力してくれる男性だと勘違いして話を始めたらしい。それに気付いた暁はあわててその場を立ち去ったが、数日後、街中で二人は再会する。

## キャスト
- 工藤桐吾(37 - 41) - 三上博史
- 工藤澄子(32 - 36) - 石田ゆり子
- 北村甚(37 - 41) - 勝村政信
- 平山昌美(28 - 32) - 佐藤藍子
- 神谷恭介(25 - 29) - 玉山鉄二
- 三村日菜子(25 - 29) - 西山繭子
- 井原淳哉(28 - 32) - 合田雅吏
- 山崎エリ(34 - 38) - 猫背椿
- 高畑ゆり子(58 - 62) - 長内美那子
- 北村みどり - 宮地雅子
- 森本 - 宍戸美和公
- 小西プロデューサー - 矢島健一
- 高畑星児（4） - 田中碧海
- 角田 - 丸山瑠真
- 小早川 - 塚地武雅（ドランクドラゴン）
- 中根徹
- 林泰文
- 樋口浩二
- 志田未来
- 福田麻由子
- 鈴々木保香
- 渡辺憲吉
- 野口医師  - 須永慶
- 佐古田部長（47 - 51） - 田山涼成
- 工藤サエ（62 - 66） - 中尾ミエ
- 高畑暁（34 - 38） - 天海祐希

## スタッフ
- 脚本 - 浅野妙子、南海永美子、永田優子
- 脚本協力 - 南海永美子、永田優子
- プロデュース - 喜多麗子、牧野正
- 演出 - 光野道夫、水田成英、木村達昭
- 主題歌 - フェイス・ヒル「CRY」
- プロデュース補 - 村井令子
- 演出補 - 桜庭信一
- 広報 - 稲葉匡信
- 制作担当 - 渡辺貴生、萩原淳、森太郎、曽根晋
- 音楽 - 沢田完
- ロケ地協力 - セントマーガレット病院
- 協力 - 渋谷ビデオスタジオ、ビデオフォーカス
- 制作著作 - フジテレビ

## サブタイトル
| 各話   | 放送日         | サブタイトル             | 脚本                | 演出     | 視聴率 | 備考                             |
| ------ | -------------- | ------------------------ | ------------------- | -------- | ------ | -------------------------------- |
| 第1話  | 2002年10月10日 | 大人の欲望!! 夜メロ開幕  | 浅野妙子            | 光野道夫 | 9.7%   | 15分拡大                         |
| 第2話  | 2002年10月17日 | 好きになってはいけない人 | 浅野妙子            | 光野道夫 | 7.4%   |                                  |
| 第3話  | 2002年10月24日 | 愛と誠を求め             | 浅野妙子            | 光野道夫 | 8.4%   |                                  |
| 第4話  | 2002年10月31日 | 知りすぎた姑             | 浅野妙子            | 水田成英 | 8.9%   |                                  |
| 第5話  | 2002年11月07日 | 罪と罰のワナ             | 浅野妙子            | 木村達昭 | 7.6%   |                                  |
| 第6話  | 2002年11月14日 | 目撃した…妻              | 浅野妙子 南海永美子 | 光野道夫 | 9.3%   |                                  |
| 第7話  | 2002年11月21日 | あなたの子供…じゃないの  | 浅野妙子            | 水田成英 | 8.2%   |                                  |
| 第8話  | 2002年11月28日 | 消えた二人               | 浅野妙子 永田優子   | 木村達昭 | 8.1%   |                                  |
| 第9話  | 2002年12月05日 | 涙かれるまで             | 浅野妙子 永田優子   | 光野道夫 | 8.8%   | FNS歌謡祭放送のため 25分繰り下げ |
| 最終話 | 2002年12月12日 | 愛する胸で、永遠に眠れ   | 浅野妙子            | 光野道夫 | 9.9%   |                                  |

平均視聴率 8.6%（視聴率は関東地区・ビデオリサーチ社調べ）